# Hasselsiefen
Hasselsiefen war ein Wohnplatz in Oberodenthal auf dem Gebiet der heutigen Gemeinde Odenthal im Rheinisch-Bergischen Kreis.

## Lage und Beschreibung
Die Ortschaft lag im Tal des Hasselsiefens.

## Geschichte
Die Ortslage ist erstmals 1871 als ein Einzelhaus mit fünf Bewohnern in der Bürgermeisterei Odenthal verzeichnet. In späteren Verzeichnissen ab 1885 wird der Ort nicht mehr genannt.